# Kononenko
Kononenko je priimek v Sloveniji, ki ga je po podatkih Statističnega urada Republike Slovenije na dan 1. januarja 2010 uporabljalo 9 oseb.

## Pomembni nosilci priimka
- Boris Kononenko (*1957), lutkar, pravljičar, pesnik in animator
- Igor Kononenko (*1959), računalnikar, univ. prof.
- Irena Roglič Kononenko, psihologinja
- Nina Kononenko (*1985), kiparka (z motorno žago); ilustratorka ...
- Oleg Kononenko (*1964), ruski kozmonavt
- Sonja Kononenko (*1962), lutkovna animatorka
- Tatjana Kononenko (*1980), ukrajinska šahistka
- Veno Kononenko (*1988), biotehnolog; toksikolog